# Guillaume-Egon de Fürstenberg
Pour les autres membres de la famille, voir Maison von und zu Fürstenberg.
Pour les articles homonymes, voir Fürstenberg.
Guillaume-Egon de Fürstenberg (en allemand : Wilhelm Egon, Fürst von Fürstenberg-Heiligenberg), dit le « cardinal de Fürstenberg » (2 décembre 1629 à Heiligenberg, Saint-Empire - 10 avril 1704 à Paris), a été le 90e évêque de Metz puis le 88e évêque de Strasbourg.

## Biographie
Son père, le comte Egon VIII de Fürstenberg-Heiligenberg (de), était un général de l'armée impériale. Il participe notamment en 1629 à la guerre de Succession de Mantoue et en 1631 à la bataille de Breitenfeld.
Il est dès son enfance un proche du prince Maximilien-Henri de Bavière, sur lequel il eut une influence considérable. Il commence sa carrière comme soldat au service de la France, avant d'entrer en religion.
Fait sous-diacre le 18 avril 1649, il est élu par le chapitre de Metz le 28 septembre 1663, devenant ainsi le 90e évêque de Metz, et succédant à son frère François-Egon de Fürstenberg. Cette élection n'ayant pas été validée par le pape, il démissionne en 1668.
En 1672, son frère François et lui obtiennent la signature d'un traité d'alliance entre la France et le prince-archevêque de Cologne en vue de la guerre de Hollande.

L'enlèvement de Guillaume-Egon.

Enlevé au monastère Saint-Pantaléon de Cologne le 14 février 1674, il est emprisonné à Vienne par l'empereur Léopold Ier. Une intervention du nonce apostolique prévient son exécution. Il est libéré en mai 1679, après la signature du traité de Nimègue.
Le 8 juin 1682 il est nommé évêque de Strasbourg, puis confirmé dans ses fonctions par le pape le 11 janvier 1683.
En 1684, il intervient dans la résolution du conflit entre le prince-évêque de Liège et les bourgeois de cette cité. Le 16 novembre celui-ci lui confie le château de Modave.
Lors du consistoire du 2 septembre 1686, il est créé cardinal. Mais il ne reçoit son titre de cardinal-prêtre de Saint-Onuphre-du-Janicule que le 14 novembre 1689.
Il participe au conclave de 1689 pour élire le pape Alexandre VIII. Il n'assiste pas à ceux de 1691 et 1700.
Devenu coadjuteur du prince-archevêque de Cologne dès 1667, Louis XIV l'imposa sur ce siège en 1688, en succession de Maximilien-Henri de Bavière. Confronté à la colère des princes allemands, le pape opposa son veto et nomma à sa place Joseph-Clément de Bavière. L'échec de Louis XIV dans la guerre de la Ligue d'Augsbourg lui ôta enfin toute perspective pour Cologne et Guillaume-Egon de Fürstenberg retourna en France.
Il était abbé de Saint-Remi de Reims de 1668 à 1680, il devint abbé de l'abbaye de Saint-Germain-des-Prés en 1697 où il décéda à l'âge de 74 ans le 10 avril 1704. Ce fut lui qui fit ouvrir, dans l'enclos du monastère, le passage de la Petite-Boucherie, les rues Cardinale et de Furstenberg.

## Armoiries
Selon RietstapD'or, à la bordure nébulée d'argent sur azur, le champ ch. d'une aigle de gueules, becquée et membrée d'azur (de Fürstenberg), ch. sur l'estomac d'un écusson écartelé : aux 1 et 4, de gueules, au gonfanon d'argent (de Werdenberg (de)) ; aux 2 et 3, d'argent, à la bande vivrée de sable (de Heiligenberg (de)).
Selon le père AnselmeD'or, à l'aigle aigle de gueules, becquée et membrée d'or à la bordure nébulée d'argent et d'azur ; l'aigle chargée en cœur d'un écusson écartelé : aux 1 et 4, d'argent au gonfanon de gueules, qui est Montfort ; aux 2 et 3, d'argent, à la barre vivrée d'azur, qui est Heiligenberg.